# Irine Jepchumba Kimais
Irine Jepchumba Kimais (* 10. Oktober 1998) ist eine kenianische Leichtathletin, die sich auf den Langstreckenlauf spezialisiert hat.

## Sportliche Laufbahn
Erste internationale Erfahrungen sammelte Irine Jepchumba Kimais im Jahr 2019, als sie bei den Afrikaspielen in Rabat in 32:05,12 min den vierten Platz im 10.000-Meter-Lauf belegte. Anschließend gewann sie bei den Militärweltspielen in Wuhan in 15:29,74 min die Bronzemedaille im 5000-Meter-Lauf hinter der Namibierin Helalia Johannes und Winfred Mutile Yavi aus Bahrain. 2022 siegte sie bei mehreren Halbmarathonläufen, darunter in Rom und Buenos Aires. 2023 startete sie über 10.000 Meter bei den Weltmeisterschaften in Budapest und belegte dort in 31:32,19 min den vierten Platz. Anschließend wurde sie bei den Straßenlauf-Weltmeisterschaften in Riga nach 1:08:02 h Fünfte im Halbmarathon.

## Persönliche Bestzeiten
- 5000 Meter: 15:29,74 min, 24. Oktober 2019 in Wuhan
- 10.000 Meter: 30:37,24 min, 6. Juni 2021 in Hengelo
- 10-km-Straßenlauf: 30:23 min, 29. April 2023 in Herzogenaurach
- Halbmarathon: 1:04:37 h, 19. Februar 2023 in Barcelona